# Simorcus capensis
Simorcus capensis är en spindelart som beskrevs av Simon 1895. Simorcus capensis ingår i släktet Simorcus och familjen krabbspindlar. Inga underarter finns listade i Catalogue of Life.